# Trittame augusteyni
Trittame augusteyni är en spindelart som beskrevs av Raven 1994. Trittame augusteyni ingår i släktet Trittame och familjen Barychelidae.
Artens utbredningsområde är Queensland. Inga underarter finns listade i Catalogue of Life.